# Козій Богдан Володимирович
Богдан Володимирович Козій (нар. 12 березня 1999) — український футболіст, півзахисник футбольного клубу другої ліги «Локомотив» Київ.

## Життєпис
Напередодні старту сезону 2019/20 років підписав контракт з «Оболонь-Бровар», проте був відправлений набиратися досвіду у другу команду клубу. Дебютував за «Оболонь-Бровар-2» 27 липня 2019 року в переможному (1:0) виїзному поєдинку 1-о туру групи А Другої ліги проти вишгородського «Діназу». Богдан вийшов на поле на 65-й хвилині, замінивши Дмитра Кузьменкова. Дебютним голом за другу команду «пивоварів» відзначився 2 листопада 2019 року на 90+4-й хвилині нічийного (2:2) виїзного поєдинку 19-о туру групи А Другої ліги проти вінницької «Ниви». Козій вийшов на поле на 84-й хвилині, замінивши Дмитрія Сичевського. Станом на 7 листопада 2019 року зіграв 9 матчів у Другій лізі, в яких відзначився 1 голом.